# Guido de' Rossi
Guido de' Rossi (San Secondo Parmense, circa 1440 – Venezia, 1490) è stato un condottiero italiano, erede designato di Pier Maria II de' Rossi Conte di San Secondo.

## Biografia
Guido de' Rossi, nacque intorno al 1440 a San Secondo Parmense da Pier Maria II de' Rossi e Antonia Torelli. Della sua giovinezza poco ci è noto, fu al servizio dei duchi di Milano venendo nominato nel 1478 governatore di Pontremoli e della Lunigiana e nel 1479 condottiero e uomo d'armi.
Designato come erede dei feudi di famiglia insieme al fratello Bertrando da Pier Maria II de' Rossi a discapito del figlio primogenito Giovanni, accorse in aiuto del padre quando scoppiò la guerra meglio nota come Guerra dei Rossi contro Ludovico il Moro. Dichiarato ribelle dai milanesi entrò in armi nella Rocca dei Rossi di San Secondo sostenendo con successo l'assedio delle truppe sforzesche condotte Antonio del Vasto figlio del Marchese di Saluzzo che perse la vita nell'occasione.
Guido arrivò al punto di mettere una taglia sullo Sforza, tuttavia da lì a poco la situazione peggiorò. I rinforzi veneziani occupati nella guerra di Ferrara, non arrivarono, Pier Maria II morente riparò da San Secondo a Torrechiara per spegnersi da lì a poco il 1 settembre 1482, alcuni castelli: Carona, Bosco di Corniglio, Roccaferrara, tradirono. A questo punto Guido tentò una sortita nottuna da San Secondo sotto assedio il giorno 12 settembre, ma senza successo.
Il suocero Filippo Borromeo spinse Guido ad accettare una pace molto svantaggiosa, Guido patteggiò recandosi personalmente nel campo nemico, dove fu stabilito che sarebbero cessate le ostilità e che sarebbe stato tolto l'assedio, ma a patto che Guido giurasse fedeltà al duca di Milano, che non potesse tenere con sé armati, che rinunciasse a molte esenzioni e territori e che i suoi castelli finissero alle dipendenze di Parma, dando anche in ostaggio il figlio Filippo Maria. Il Moro aveva tutto l'interesse a chiudere la vicenda bellica con il Rossi perché la guerra contro il ribelle impegnava preziose risorse che non potevano essere impegnate nella guerra di Ferrara.

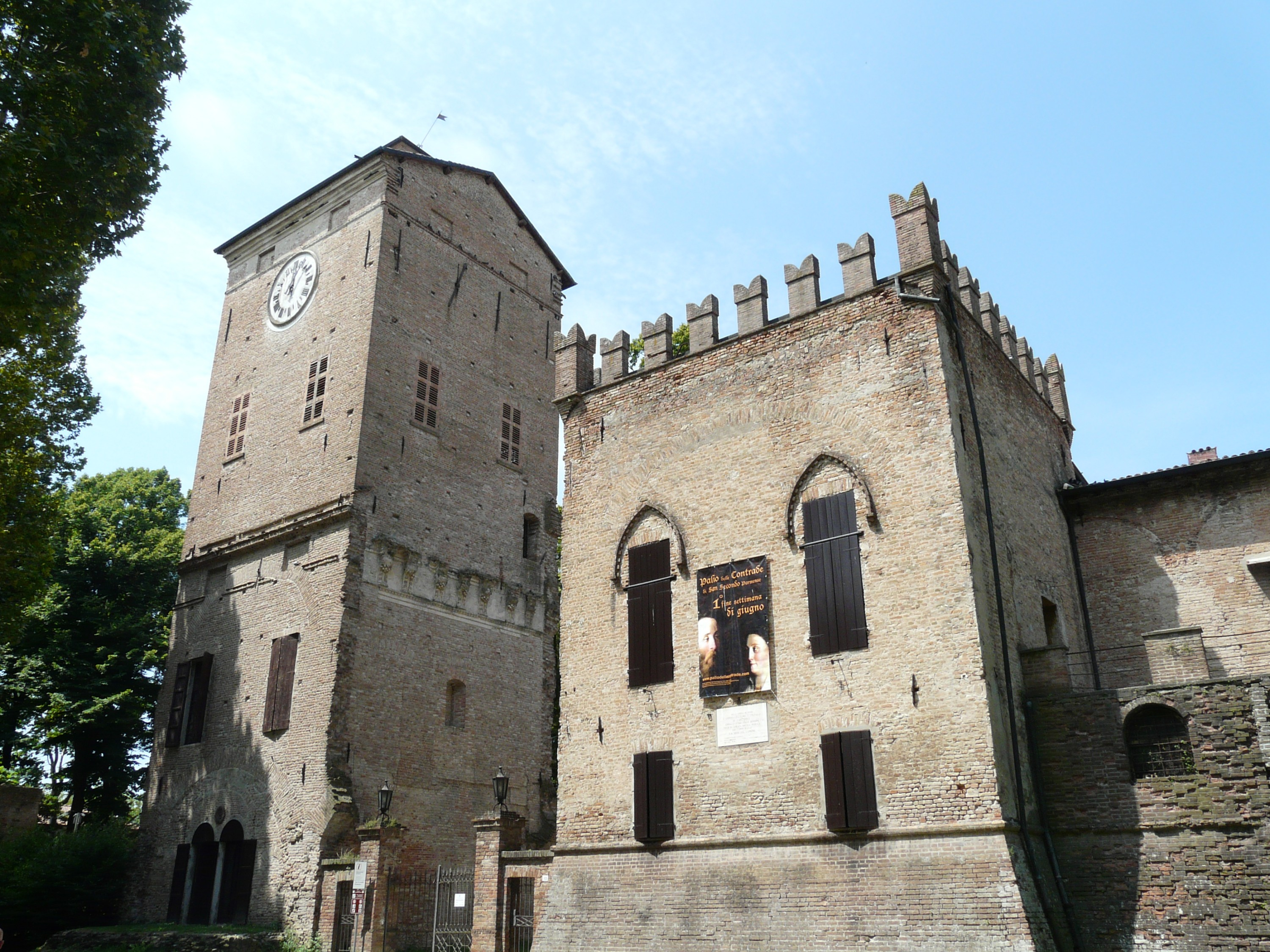
Rocca dei Rossi di San Secondo, difesa strenuamente da Guido dall'assedio Sforzesco

Tuttavia l'ostilità dei fratelli istigati dai veneziani affinché la guerra riprendesse, l'alleanza con i Torelli e l'accoglienza in Torrechiara di un provveditore della serenissima, fornirono il pretesto agli Sforza per riprendere la guerra. Guido fu dichiarato nemico pubblico il 18 gennaio 1483, assalito da Sforza Secondo Sforza conte di Borgonovo, riparò nel piacentino e dopo alcune scaramucce in val Nure, Guido passò nei territori della repubblica di Genova perdendo i 33 castelli che l'accordo del 1482 gli aveva lasciato. Anche San Secondo si arrese il 21 giugno 1483.
Con la pace di Bagnolo del 7 agosto 1484 si stabilì che ai Rossi non venissero restituiti i loro territori che furono dati direttamente a Ludovico il Moro affinché li distribuisse fra i suoi favoriti.
Guido riparò allora a Venezia che assegnò al condottiero un vitalizio e una compagnia d'arme composta da 200 armigeri e 300 arcieri a cavallo , alla testa dei quali partecipò alla guerra fra la repubblica di Venezia e la contea del Tirolo, voluta da Sigismondo d'Austria per una questione di dazi. Nella decisiva battaglia di Calliano, avvenuta ai primi di agosto del 1487 quando le sorti della battaglia sembravano arridere ai tirolesi dopo la morte del comandante in capo delle truppe veneziane Roberto Sanseverino, Guido assunse il comando delle truppe veneziane e assalì di sorpresa da tergo le truppe tedesche con 300 cavalieri fra i quali vi era anche il figlio Filippo Maria e 300 arcieri a cavallo. Ormai certi della vittoria e colti totalmente di sorpresa i tirolesi sbandarono ripiegando su Trento con pesantissime perdite.
Tuttavia il contrattacco di Guido de' Rossi tardivo e condotto con forze insufficienti, seppur vincente grazie anche all'effetto sorpresa non fu però tale da sovvertire gli esiti della battaglia, che risultò in una decisiva vittoria per le truppe tirolesi. La sua azione obbligò comunque le truppe tirolesi a sganciarsi infliggendo loro pesanti perdite, contribuendo a rendere meno pesante la sconfitta per i veneziani.
Dice il Bembo nella sua "Historia vinitiana"

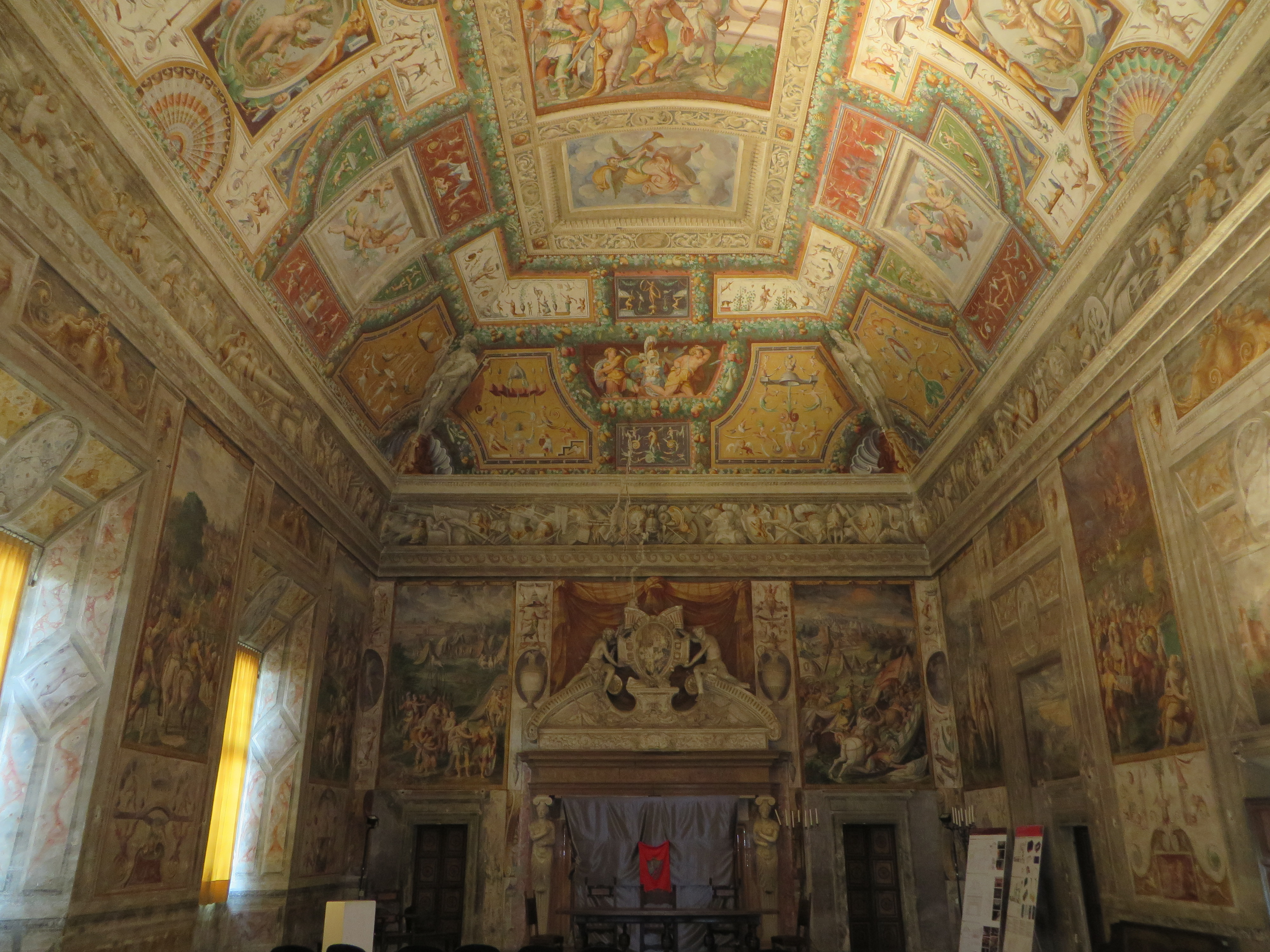
Rocca dei Rossi: sala delle Gesta Rossiane, vi è raffigurata l'impresa di Guido durante la battaglia di Calliano

"Solo il Signor Guido Maria de' Rossi con la sua compagnia di soldati a cavallo, avendosi prima per mezzo gli nimici con le arme e con la virtù fatto strada, e salvatosi nel piano, i Tedeschi lieti della vittoria incontro a sé rivolse: co' quali combattendo, quello che nelle guerre l'animo e la costanza potesse, fe' palese. Perciocché egli parte di loro uccise, gli altri sospinse e fugò, e a sé più chiara vittoria de' nimici vincitori (il che rade volte suole avvenire) in quella guisa riportò". Guido morì a Venezia nel 1490 e fu seppellito nella chiesa di Santa Maria della Carità.

## Discendenza
Dalla moglie Ambrosina Borromeo ebbe sei figli:
- Bernardo de' Rossi, vescovo di Treviso
- Giovanni Maria
- Filippo Maria de' Rossi, suo erede
- Ettore
- Betrando che morì giovane in Venezia
- Giovanna, sposa di Gianbattista Malaspina, marchese di Spinola[3]

## Curiosità
- L'impresa di Guido de' Rossi durante la battaglia di Calliano è immortalata in un affresco nella sala delle Gesta Rossiane nella Rocca dei Rossi di San Secondo.
- Nonostante il fatto che almeno per qualche mese Guido abbia retto la contea di San Secondo durante l'assedio sforzesco, egli non figura nell'elenco dei conti preferendo attribuire il titolo in contumacia durante l'esilio al fratello Giovanni diseredato ma primogenito che di fatto riuscì a rientrare in possesso del feudo di San Secondo a discapito del figlio di Guido Filippo Maria (Guido morì prima della caduta del Moro).

## Ascendenza
|                          |                   |                       | Genitori                  |  |  | Nonni |  |  | Bisnonni        |  |  | Trisnonni       |  |
|                          |                   |                       |                           |  |  |       |  |  | Bertrando Rossi |  |  | Bertrando Rossi |  |
|                          |                   |                       |                           |  |  |       |  |  | Bertrando Rossi |  |  | Bertrando Rossi |  |
|                          |                   | Sara da Camposampiero |                           |  |  |       |  |  | Bertrando Rossi |  |  |                 |  |
| Pier Maria I de' Rossi   |                   |                       |                           |  |  |       |  |  | Bertrando Rossi |  |  |                 |  |
|                          |                   | Eleonora Rossi        | Ugolino Rossi             |  |  |       |  |  |                 |  |  |                 |  |
|                          |                   | Eleonora Rossi        | Ugolino Rossi             |  |  |       |  |  |                 |  |  |                 |  |
|                          |                   | Eleonora Rossi        | Alessia Ruggeri           |  |  |       |  |  |                 |  |  |                 |  |
| Pier Maria II de' Rossi  |                   | Eleonora Rossi        |                           |  |  |       |  |  |                 |  |  |                 |  |
|                          |                   | Ugolino Cavalcabò     | Giovanni Cavalcabò        |  |  |       |  |  |                 |  |  |                 |  |
|                          |                   | Ugolino Cavalcabò     | Giovanni Cavalcabò        |  |  |       |  |  |                 |  |  |                 |  |
|                          |                   | Ugolino Cavalcabò     | …                         |  |  |       |  |  |                 |  |  |                 |  |
| Maria Giovanna Cavalcabò |                   | Ugolino Cavalcabò     |                           |  |  |       |  |  |                 |  |  |                 |  |
|                          |                   | …                     | …                         |  |  |       |  |  |                 |  |  |                 |  |
|                          |                   | …                     | …                         |  |  |       |  |  |                 |  |  |                 |  |
|                          |                   | …                     | …                         |  |  |       |  |  |                 |  |  |                 |  |
| Guido de' Rossi          |                   | …                     |                           |  |  |       |  |  |                 |  |  |                 |  |
|                          | Marsiglio Torelli | Guido I Torelli       |                           |  |  |       |  |  |                 |  |  |                 |  |
|                          | Marsiglio Torelli | Guido I Torelli       |                           |  |  |       |  |  |                 |  |  |                 |  |
|                          | Marsiglio Torelli | Eleonora Gonzaga      |                           |  |  |       |  |  |                 |  |  |                 |  |
| Guido Torelli            | Marsiglio Torelli |                       |                           |  |  |       |  |  |                 |  |  |                 |  |
|                          |                   | Elena d'Arco          | Niccolò d'Arco            |  |  |       |  |  |                 |  |  |                 |  |
|                          |                   | Elena d'Arco          | Niccolò d'Arco            |  |  |       |  |  |                 |  |  |                 |  |
|                          |                   | Elena d'Arco          | Beatrice di Castelbarco   |  |  |       |  |  |                 |  |  |                 |  |
| Antonia Torelli          |                   | Elena d'Arco          |                           |  |  |       |  |  |                 |  |  |                 |  |
|                          |                   | Antonio Visconti      | Vercellino Visconti       |  |  |       |  |  |                 |  |  |                 |  |
|                          |                   | Antonio Visconti      | Vercellino Visconti       |  |  |       |  |  |                 |  |  |                 |  |
|                          |                   | Antonio Visconti      | Margherita della Pusterla |  |  |       |  |  |                 |  |  |                 |  |
| Orsina Visconti          |                   | Antonio Visconti      |                           |  |  |       |  |  |                 |  |  |                 |  |
|                          |                   | Anastasia Carcano     | Giovanni Carcano          |  |  |       |  |  |                 |  |  |                 |  |
|                          |                   | Anastasia Carcano     | Giovanni Carcano          |  |  |       |  |  |                 |  |  |                 |  |
|                          |                   | Anastasia Carcano     | …                         |  |  |       |  |  |                 |  |  |                 |  |
|                          |                   | Anastasia Carcano     |                           |  |  |       |  |  |                 |  |  |                 |  |